# Titularbistum Campania
Campania ist ein Titularbistum der römisch-katholischen Kirche. 
Es geht zurück auf ein ehemaliges Bistum in der römischen Provinz Macedonia im heutigen nördlichen Griechenland und gehörte der Kirchenprovinz Thessaloniki an.
| Titularbischöfe von Campania |                       |                                           |               |               |
| Nr.                          | Name                  | Amt                                       | von           | bis           |
| 1                            | Jorge Carlos Carreras | Weihbischof in Buenos Aires (Argentinien) | 7. April 1962 | 12. Juni 1965 |